# Алін Франкіс

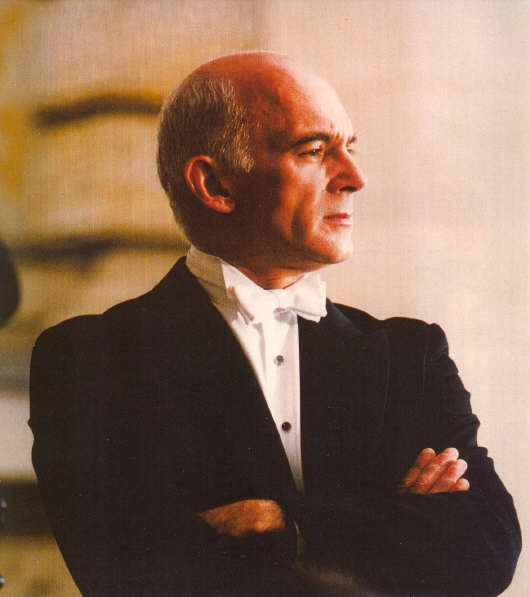
Алін Франкіс

Алін Франкіс (валл. Alun Francis, нар. 1943) — британський валлійський диригент.

## Біографія
Дебютував в 1966 році з новоствореним Ольстерським концертом, в 1974–1976 роках був його головним диригентом. 
У 1976–1978 роках працював музичним керівником Іранської національної опери, після чого з 1979 по 1985 рік очолював Північно-західний камерний оркестр в Сієтлі, потім керував оперним театром в Енсхеде. 
У 1987–1991 роках очолював Філармонійний оркестр Північно-західної Німеччини, в 1990–1994 — Оркестр імені Гайдна. Одночасно з цим в 1989–1996 роках працював музичним керівником Берлінського симфонічного оркестру. У даний час — головний диригент Філармонічного оркестру Національного автономного університету Мехіко.
Серед здійснених записів — твори Отто Клемперера, Ернста Кшенек, Даріюса Мійо (в тому числі всі симфонії та фортепіанні концерти),  Жака Оффенбаха, Аллана Петтерссон, Франсіса Пуленка, Карла Райнеке, Джоаккіно Россіні, Людвіга Тюйе.